# Winter Carols
Winter Carols é o sexto álbum de estúdio da banda Blackmore's Night. Foi lançado em 2006 pela gravadora Locomotive Music. Esse álbum é especialmente relacionado a músicas natalinas da banda.

## Faixas
1. "Hark the Herald Angels Sing/Come All Ye Faithfull" - 3:50
2. "I Saw Three Ships" - 2:40
3. "Winter (Basse Dance)" - 3:07
4. "Ding Dong Merrily on High" - 3:16
5. "Ma-O-Tzur" - 2:19
6. "Good King Wenceslas" - 4:44
7. "Lord of the Dance/Simple Gifts" - 3:34
8. "We Three Kings" - 4:48
9. "Wish You Were Here" - 5:02
10. "Emmanuel" - 3:32
11. "Christmas Eve" - 4:20
12. "We Wish You a Merry Christmas" - 1:21

### Singles
- "Hark the Herald Angels Sing"
- "Hark The Herald Angels Sing" / "Come All Ye Faithful"
- "We Three Kings"
- "Christmas Eve"

### Vídeos
- "Christmas Eve"

## Créditos
- Ritchie Blackmore
- Candice Night